# ファブロ
ファブロ（伊: Fabro）は、イタリア共和国ウンブリア州テルニ県にある、人口約2,600人の基礎自治体（コムーネ）。

## 地理

### 位置・広がり
テルニ県北西部のコムーネ。

#### 隣接コムーネ
隣接するコムーネは以下の通り。括弧内のSIはシエーナ県、PGはペルージャ県所属を示す。
- アッレローナ
- チェトーナ (SI)
- チッタ・デッラ・ピエーヴェ (PG)
- フィクッレ
- モンテガッビオーネ
- モンテレオーネ・ドルヴィエート
- サン・カシャーノ・デイ・バーニ (SI)

### 気候分類・地震分類
ファブロにおけるイタリアの気候分類 (it) および度日は、zona D, 2027 GGである。
また、イタリアの地震リスク階級 (it) では、zona 3 (sismicità bassa) に分類される。

## 行政

### 分離集落
ファブロには、以下の分離集落（フラツィオーネ）がある。
- Carnaiola, Fabro Scalo, Poggiovalle